# Access Industries
Access Industries, Inc. là một tập đoàn công nghiệp tư nhân đa quốc gia. Được thành lập vào năm 1986 bởi thương nhân người Ukraina Leonard "Len" Blavatnik, đồng thời cũng là chủ tịch công ty. Bốn ngành công nghiệp mà Access tập trung phát triển: hoá chất và tài nguyên, thông tin và truyền thông, đầu tư mạo hiểm và bất động sản. Tập đoàn này đầu tư vào Hoa Kỳ, châu Âu, Israel, và các nước Nam Mỹ. Trụ sở chính được đặt tại New York, cùng với các cơ sở chi nhánh đặt tại Luân Đôn và Moskva.

## Lịch sử
Len Blavatnik sáng lập ra Access Industries vào năm 1986 dưới danh nghĩa một công ty đầu tư. Ông đã nhập học tại Trường Kinh doanh Harvard trong khi vẫn đang điều hành công ty, sau đó đã tốt nghiệp với bằng MBA vào năm 1989. Trong các nguồn vốn đầu tư ban đầu, Access Industries đã giúp đỡ duy trì công ty sản xuất nhôm SUAL vào năm 1996, công ty sau này sáp nhập vào UC RUSAL. Năm 1997, Access đã mua lại 40% cổ phần của công ty dầu TNK tại Nga. Một nửa số cổ phần của TNK đã bán cho British Petroleum (BP) và công ty chuyển thành TNK-BP vào năm 2003, là vốn đầu tư nước ngoài lớn nhất bấy giờ vào một công ty Nga. Năm 2013, Rosneft mua lại TNK-BP với giá 55 tỉ đô la từ số cổ phần của Access Industries và 7 tỷ đô la cho Blavatnik để chia sẻ các mối kinh doanh dầu mỏ.
Access cũng mua một số lượng lớn cổ phần của nhãn hiệu thời trang Tory Burch năm 2004. Vào năm 2006, Access Industries tiếp tục thu mua 70% cổ phần của Top Up TV, dịch vụ TV có trả phí tại Vương quốc Anh, đã bán doanh nghiệp của mình cho Sky vào năm 2013. Năm 2007, Access Industries mua phần lớn cổ phần của công ty truyền thông thể thao Perform Group. Cũng trong năm đó, Access đã mua đứt Acision, 1 công ty phần mềm chuyên về các hệ thống nhắn tin. Acision đã được Comverse mua lại trong năm 2015. Tính đến năm 2010, Access là chủ sở hữu các công ty như Icon Film Distribution UK, Perform Group, Top Up TV, Amedia, RGE Group và Warner Music Group (WMG). Ngày 20 tháng 7 năm 2011, một chi nhánh của Access mua lại Warner Music Group với giá 3.3 tỷ đô la.
Access Industries đã có nhiều tác động đến các ứng cử viên chính trị trong các cuộc bầu cử địa phương, tiểu bang và quốc gia tại Hoa Kỳ. Tháng 5 năm 2015, Access Industries ra mắt chi nhánh Access Entertainment. Sau khi đầu tư vào Facebook trước khi phát hành lần đầu ra mắt công chúng, Access đã bán hết các cổ phiếu của Facebook cuối năm 2015.

## Tài sản hiện hữu
Tính đến năm 2016, Access Industries tiếp tục sở hữu cổ phần của các công ty như: UC RUSAL, LyondellBasell, Rocket Internet, Warner Music Group và Zalando. Tháng 4 năm 2017, Access Entertainment đã mua cổ phiếu từ RatPac Entertainment.

### Tài nguyên và hoá chất
Access Industries có đầu tư vào các lĩnh vực kinh doanh như dầu, hoá dầu, điện năng, nhôm và công nghệ sinh học. Access Industries đã giúp đỡ duy trì công ty sản xuất nhôm SUAL vào năm 1996, với sự kết hợp giữa các vụ mua bán và sáp nhập. Năm 2007 SUAL sáp nhập với RUSAL và bộ phận kinh doanh nhôm của Glencore International AG thành lập UC RUSAL. RUSAL đã huy động được 2,24 tỷ USD trong đợt phát hành lần đầu năm 2010 trên sàn giao dịch chứng khoán Hồng Kông, và đến năm 2017, trở thành nhà sản xuất nhôm lớn nhất thế giới.
Năm 2005 Access mua lại Basell Polyolefins, một công ty Hà Lan chuyên về sản xuất polyolefins. Ngày 20 tháng 12 năm 2007, Basell mua lại công ty hóa chất tiêu dùng Lyondell với giá 20 tỷ đô la. Sau đó, LyondellBasell Industries, bị ảnh hưởng bởi cuộc khủng khoảng tài chính 2008, và vào năm 2009 các cơ sở kinh doanh tại Mỹ của LyondellBasell Industries phải đệ đơn xin phá sản. Với nguồn vốn giúp đỡ từ Access Industries, năm 2010 LyondellBasell đã vươn lên từ chương 11 trong luật phá sản, khiến vị trí tài chính được cải thiện đáng kể. Với giá trị 15 tỷ đô la, công ty sau đó đã đứng hạng ba trong số các công ty hoá chất trên thế giới, dựa trên doanh thu trực tuyến. Access Industries đã mua lại một lượng lớn cổ phần của công ty năm 2013.[7] Tính đến năm 2017 Access sở hữu 18% cổ phần của LyondellBasell.
Kể từ năm 2013, Access Industries đã chính thức sở hữu Clal Industries Ltd. (CII), một nhóm đầu tư công nghiệp của Isarel. CII chủ yếu đầu tư cho Nesher Israel Cement Enterprises, Hadera Paper, Golf & Co., Clal Biotechnology, và công ty vận tải Taavura. Cũng từ năm 2013, Access cũng đã sở hữu số tiền lãi khổng lồ từ EP Energy, công ty sản xuất ga và khí tự nhiên tại Bắc Mĩ với danh mục các lĩnh vực ở Hoa Kỳ và Brasil. Ngày 18 tháng 8 năm 2017, Access Industries và một nhóm các nhà đầu tư đạt được thỏa thuận mua lại công ty điện năng Calpine Corporation với trị giá 5.6 tỷ đô la.

### Thông tin và truyền thông
Access Industries đầu tư một lượng lớn vào các công ty trong ngành công nghiệp thông tin và truyền thông. Ice, công ty dịch vụ internet và truyền thông ở Scandinavia, có chủ sở hữu chính là Access Industries. Tại Israel, Access sở hữu một phần ba RGE Group Ltd., một tập đoàn truyền thông tư nhân với tài sản bao gồm Channel 10, Noga Communications và Sports Channel. Access Industries cũng sở hữu lượng lớn cổ phần của Amedia, hãng thu phim và TV nổi tiếng tại Nga nổi tiếng với các chương trình như Poor Nastya. Amedia đã mua bản quyền và ra mắt kênh HBO tại Nga vào tháng 7 năm 2017.
Access đã đầu tư vào Warner Music Group (WMG) năm 2004 cùng với nhiều nhà đầu tư khác. Sau khi bán một phần cổ phần của WMG để ra mắt NYSE vào tháng 5 năm 2005, Access vẫn tiếp tục nắm giữ công ty với 2% cổ phần trước năm 2011. Access mua lại Warner Music Group với giá 3,3 tỉ đô la, bao gồm 320 triệu tiền mặt và món nợ 2 tỷ đô của WMG.
Access Industries sở hữu AI Film tại Luân Đôn, một công ty sản xuất phim tài chính và điều hành được thành lập vào năm 2013. Từ tháng 11 năm 2014 Access Industries có được lượng lớn cổ phần của công ty truyền thông thể thao Perform Group, công ty mà Access đã thành lập năm 2007 bằng sự sáp nhập Inform với Premium TV. Perform Group có trang web Sporting News và ra mắt dịch vụ phát trực tuyến các trận đấu thể thao DAZN vào năm 2016. Tính đến 2017, Access nắm giữ trong tay 85% cổ phần của doanh nghiệp.
Chi nhánh Access Entertainment của Access Industries đã đi vào hoạt động vào tháng 5 năm với việc thuê Danny Cohen, cựu đạo diễn của kênh BBC, làm chủ tịch. Access cũng nắm giữ 25% cổ phần của hãng truyền hình Bad Wolf và cũng chính là đối tác của BBC Worldwide. Tháng 4 năm 2017 Access Entertainment mua lại RatPac Entertainment được nhượng lại từ James Packer.
Năm 2018, Pearlfisher, một công ty đứng đầu bởi chủ trước của BBC Danny Cohen và chuyên đầu tư vào lĩnh vực truyền thông giải trí, đã tạo ra những nét mới cho Access Entertainment,.

### Công nghệ
Năm 2015 Access Industries ra mắt Access Technology Ventures, một công ty đầu tư công nghệ tăng trưởng mạo hiểm và tập trung đạt được "unicorn" trước IPO. Tính đến năm 2017 công ty đã đầu tư vào Snapchat, Square, Yelp, Alibaba, Rocket Internet, Deezer, Gett, Spotify, Zalando, và DigitalOcean. Tháng 8 năm 2017, Access Technology Ventures dẫn một khoản vốn 300 triệu đô la cho nhà sản xuất smartphone Essential Products, đầu tư 100 triệu đô la vào công ty. Access Industries đã thành lập First Access Entertainment vào tháng 10 năm 2015, với mục tiêu phát triển tài năng và dẫn đầu trong âm nhạc, giải trí và thời trang.

### Bất động sản
Access sở hữu một chuỗi các khách sạn, các dịch vụ thương mại khác và các bất động sản dân dụng tại Hoa Kỳ, châu Âu, Nam Mỹ và vùng Caribe, bao gồm:
- 20 East End (Manhattan, Thành phố New York)[51]
- Faena Group (Buenos Aires, Argentina[52] và Miami Beach, Florida)
- Grand-Hôtel du Cap-Ferrat (French Riviera, Pháp)[53]
- Grand Peaks (Denver, Colorado)[51]

MBS Media Campus (Manhattan Beach, California)
- One & Only Ocean Club (Paradise Island, Bahamas)[54]
- Sunset Tower Hotel (Los Angeles, California)[55]